# Amal Clooney
Amal Clooney nata Amal Ramzi Alamuddin (in arabo أمل علم الدين‎?, Amal ʿalam al-Dīn; Beirut, 3 febbraio 1978) è un avvocato e giurista libanese con cittadinanza britannica, specializzata in diritto internazionale e diritti umani.
Considerata tra le donne arabe più influenti al mondo, ha difeso, tra gli altri, Julian Assange, fondatore di WikiLeaks, la Prima ministra dell'Ucraina Julija Tymošenko e il giornalista Mohamed Fahmy.

## Biografia
Amal Alamuddin nasce in Libano da una famiglia benestante. Il padre, Ramzi Alamuddin, con un master in economia presso l'Università americana di Beirut, è proprietario di un'agenzia di viaggi. La madre, Bariaa Miknass, musulmana sunnita, è giornalista e corrispondente del quotidiano Al-Hayat, nonché cofondatrice di una società di pubbliche relazioni e promozione di eventi. La famiglia è di religione drusa, originaria della città di Baakline, nella regione Chouf. Nel 1980, all'intensificarsi della guerra civile libanese, la famiglia lascia il paese alla volta dell'Inghilterra, dove vivrà nel sobborgo di Gerrards Cross, Buckinghamshire, a nord ovest di Londra. Il padre fa ritorno in Libano nel 1991, per insegnare alla Beirut American University. Amal Alamuddin ha una sorella minore Tala e due fratellastri maggiori, Samer e Ziad dal primo matrimonio del padre. Parla correntemente arabo, inglese e francese.
Dopo il diploma alla Dr Challoner's Grammar High School di Little Chalfont, Buckinghamshire, ha studiato Giurisprudenza al St. Hugh's College, di Oxford conseguendo una laurea BA/LLB ed il premio Exhibitioner, Shrigley Award nel 2000; l'anno dopo si è specializzata alla New York University School of Law della New York University, dove ha conseguito il premio Jack J. Katz Memorial Award. Nel 2002 ottiene l'abilitazione di avvocata a New York, nel 2010 quella valevole in Inghilterra e Galles (Inner Temple).
A New York inizia a lavorare presso lo studio Sullivan & Cromwell, dove segue come penalista il caso Enron. Lavora poi a Londra presso lo studio legale Doughty Street Chambers. Si è occupata della difesa di personaggi noti, come Julian Assange e Julija Tymošenko, e Abdullah Senussi, alto funzionario della Libia di Gheddafi.
Autrice di numerosi saggi e pubblicazioni in campo giuridico e, in particolare, del Diritto penale internazionale, visiting alla Columbia Law School’s Human Rights Institute, Alamuddin ha insegnato Diritto penale nella University of London e presso la Hague Academy of International Law.
È stata consigliera di Kofi Annan, sulla questione siriana. Sempre per l'ONU, è stata consigliera della commissione sull'assassinio del premier libanese Rafik Hariri. Nel mese di gennaio 2015, Amal ha iniziato a lavorare sul riconoscimento del genocidio armeno.
Nel settembre 2021, la Corte penale internazionale (ICC) ha nominato Amal Clooney consigliere speciale per il conflitto sudanese in Darfur.

## Vita privata e impegno sociale
Dal 29 settembre 2014 è sposata con l'attore statunitense George Clooney. Il matrimonio civile è stato celebrato a Venezia dal politico Walter Veltroni.  Il 6 giugno 2017 ha dato alla luce due gemelli: Ella e Alexander Clooney. Amal è attiva nella vita mondana del Jetset e considerata un'icona di stile indiscussa nel panorama della moda, insieme al marito e alla sua famiglia è molto attiva nella beneficenza. Durante l'emergenza sanitaria legata alla COVID-19 la coppia ha donato oltre un milione di dollari alle organizzazioni mediche impegnate nell'assistenza dei malati e di assistenza sociale, tra cui: The Motion Picture and Television Fund, il SAG-AFTRA FUND e il Los Angeles Mayors Fund. Amal e la sua famiglia hanno anche aperto la loro dimora estiva a Laglio, sul lago di Como, per beneficenza, con i soldi dell'iniziativa è stata finanziato parte del lavoro della Fondazione Clooney, che si occupa di promuovere la giustizia e i diritti umani in giro per il mondo.  

## Pubblicazioni
- Khan, Karim A. A., Caroline Buisman, Christopher Gosnell. Principles of Evidence in International Criminal Justice. Oxford: Oxford University Press, 2010. ISBN 978-0-19-958892-3 OCLC 663822377
  - "Collection of evidence", Amal Alamuddin pp. 231–305 OCLC 775895350
- Alamuddin Amal, Philippa Webb. 2010. "Expanding Jurisdiction Over War Crimes Under Article 8 of the ICC Statute". Journal of International Criminal Justice. 8, no. 5: 1219–1243. ISSN 1478-1387 DOI: 10.1093/jicj/mqq066 OCLC 775833494
- Alamuddin Amal, aprile 2012 "Does Libya Have to Surrender Saif Al-slam Gaddafi to The Hague?" Mizaan: The Newsletter from Lawyers for Justice in Libya. Issue 1.
- Alamuddin Amal. 10 dicembre 2012. "Will Syria go to the ICC?" The Lawyer magazine.
- Alamuddin Amal, Nadia Hardman, Report of the International Bar Association Human Rights Institute (IBAHRI), Supported by the Open Society Foundations Arab Regional Office. PDF Archiviato il 18 ottobre 2017 in Internet Archive. Separating Law and Politics: Challenges to the Independence of Judges and Prosecutors in Egypt. Archiviato l'8 agosto 2016 in Internet Archive.  International Bar Association Human Rights Institute (IBAHRI), February 2014.
- Zidar Andraž, Olympia Bekou. Contemporary Challenges for the International Criminal Court. London: British Institute of International and Comparative Law, 2014. ISBN 978-1-905221-51-6 OCLC 871319445
  - Amal Alamuddin, "The role of the Security Council in starting and stopping cases at the International Criminal Court: problems of principle and practice", pp. 103–130. OCLC 880373008
- Alamuddin Amal, Nidal Nabil Jurdi, David Tolbert, eds. The Special Tribunal for Lebanon: Law and Practice. Oxford, United Kingdom: Oxford University Press, 2014. ISBN 978-0-19-968745-9 OCLC 861207456
  - "The UN investigation of the Hariri assassination", Amal Alamuddin e Anna Bonini OCLC 5590973170
  - "The relationship between the UN investigation commission and the Special Tribunal for Lebanon: Problems of Principle and Practice", Amal Alamuddin
- Alamuddin Amal. 19 agosto 2014. The Anatomy of an Unfair Trial. Huffington Post.
- Clooney Amal. 30 aprile 2015. "Release Mohamed Nasheed – an innocent man and the Maldives’ great hope." The Guardian.
- Clooney Amal. 14 ottobre 2015. Maldives Backslides Into Repression as the World Calls for President Nasheed's Release. Huffington Post.
- Clooney Amal, H. Morrison, P. Webb. The Right to a Fair Trial in International Law. Oxford University Press: 2016. (forthcoming)